# Стальковские
Стальковские (пол. Stalkowski) — дворянский род.
Происходят от Франциска Стальковского, владельца имения Глосков, которому описанный герб вместе с потомственным дворянством ВСЕМИЛОСТИВЕЙШЕ пожалован за труды по улучшению сельского хозяйства, грамотою ГОСУДАРЯ ИМПЕРАТОРА И ЦАРЯ НИКОЛАЯ I, 1830 года Апреля 1 (13) дня.

## Описание герба
В щите с золотою окраиною, в красном поле, две белые овцы, одна от другой отвернувшиеся.
В навершии шлема три страусовые пера, из коих среднее красное. Герб Глосков (употребляют: Стальковские) внесён в Часть 2 Гербовника дворянских родов Царства Польского, стр. 48.